# Botrucnidiferidae
Botrucnidiferidae Carlgren, 1912 è una famiglia di antozoi dell'ordine Spirularia.

## Descrizione
Le specie di questa famiglia sono caratterizzate dalla presenza di dense strutture nematocistiche dette botrucnidi.
Sono note sia forme bentoniche che planctoniche.

## Distribuzione e habitat
La famiglia è presente sia nell'oceano Atlantico che nel Pacifico. Nel mar Mediterraneo è presente una sola specie (Cerianthula mediterranea).

## Tassonomia
La famiglia comprende i seguenti generi:
- Angianthula Leloup, 1964
- Atractanthula Leloup, 1964
- Botruanthus McMurrich, 1910
- Botrucnidiata Leloup, 1932
- Botrucnidifer Carlgren, 1912
- Calpanthula Van Beneden, 1897
- Cerianthula Beneden, 1897
- Gymnanthula Leloup, 1964
- Hensenanthula van Beneden, 1897
- Ovanthula Van Beneden, 1924
- Sphaeranthula Leloup, 1955